# ليونارد فيني
ليونارد فيني (بالإنجليزية: Leonard Feeney) هو صحفي وكاتب أغاني وشاعر أمريكي، ولد في 18 فبراير 1897 في لين في الولايات المتحدة، وتوفي في 30 يناير 1978 في ماساتشوستس في الولايات المتحدة.

## روابط خارجية
- ليونارد فيني على موقع ميوزك برينز (الإنجليزية)
- ليونارد فيني على موقع ديسكوغز (الإنجليزية)